# Наномитинг
Наномитинг — один из видов демонстраций, где не участвуют люди — их заменяют игрушки с плакатами. Наномитинги проходили в России в 2011—2012 годах в Апатитах, Барнауле Омске, Иркутске, Улан-Удэ, Санкт-Петербурге, Ижевске, Ростове-на-Дону, Томске, Казани, Уфе, Краснодаре и Самаре. Похожая акция под названием «Игрушко митингуэ!» прошла в Минске в 2012 году.

## Происхождение названия
Термин «наномитинг» был придуман организаторами флешмоба в Апатитах. Теорию о его происхождении высказывает в своей научной работе, посвященной демонстрации, доцент, преподаватель факультета коммуникаций, медиа и дизайна Высшей школы экономики Евгения Ним.

Сам неологизм «наномитинг», по всей видимости, является ироничной реакцией общественности на активно тиражируемый в мейнстримных СМИ образ России как страны нанотехнологий. Приставка «нано-» вдохновила на словотворчество многих россиян, критически настроенных в отношении действующей власти, её технологических и иных проектов.— Евгения Ним. «Журнал исследований социальной политики»

## Начало движения
Первый наномитинг прошёл в Апатитах 10 декабря 2011 года. Демонстрация была частью всероссийской акции протеста «За честные выборы», приуроченные к выборам в Государственную думу в декабре 2011 года.
Все желающие могли выразить свой протест, поставив в назначенном организаторами месте любую небольшую игрушку (фигурки из «киндера-сюрприза») и прикрепив к ним на зубочистке соответствующие плакаты с лозунгами.
Идея о проведении демонстрации в таком формате была связана с невозможностью согласования традиционного митинга.

«Поскольку официальных разрешений на митинг в Апатитах нет, то демонстрантов будут изображать игрушки из киндер-сюрпризов. Они не запрещены к выставлению, их не разгонят:)Кстати, своей пестротой и разнообразием они как раз напоминают наше общество.»— со страницы мероприятия в социальной сети

## Реакция властей
Внимание правоохранительных органов привлекли наномитинги, прошедшие в Барнауле 7 января и 14 января 2012 года. Тогда Барнаульское управление МВД России отправило запрос в прокуратуру, чтобы дать правовую оценку наномитингам, поскольку в законодательстве РФ предписаний для подобных случаев нет.

Политическими оппозиционными силами используются новые технологии при проведении публичных мероприятий — на наномитингах это игрушки с плакатами. Мы полагаем, что это все-таки несанкционированное публичное мероприятие — либо пикет, либо собрание, и если оно не одиночное, нужно получать соответствующее разрешение в органах местного самоуправления— заместитель начальника УВД Барнаула по охране общественного порядка Андрей Мулинцев.
На поданную заявку барнаульских активистов о проведении очередного наномитинга в феврале 2012 года местные власти ответили отказом.
Однако на данный момент (декабрь 2017 года) окончательного решения о привлечении к ответственности организаторов акции вынесено не было.

## Реакция СМИ
В конце 2011 года журнал «Афиша» создала Словарь мемов, куда включила термин «наномитинг».

«Пожалуй, самая обаятельная реакция на запрет митинга властями…»— «Афиша», Словарь мемов
Наномитинги вышли за пределы освещения региональными СМИ на федеральный уровень, а затем о протестах с участием игрушек писали зарубежные СМИ. В частности, об акции сообщали The Guardian, The Independent, BBC, Reuters, The New York Times, Der Spiegel, NBC, France 24, и другие СМИ.
Больше сотни комментариев собрала статья «Doll „protesters“ present smallproblem for Russian police» на сайте британского «The Guardian».

Российская полиция не любезна по отношению к оппозиционным протестующим — даже если они 5 сантиметров высотой и сделаны из пластика.
Оригинальный текст (англ.)Russian police don't take kindly to opposition protesters – even if they're 5cm high and made of plastic.— «The Guardian»
«Der Spiegel» в материале о наномитингах в Барнауле сделал акцент на свободе слова.

«Москва — „Вор должен сидеть в тюрьме, а не в Кремле“: критические по отношению к правительству заявления, подобные этим, в России не должны звучать слишком громко: свобода слова в стране Владимира Путина не в лучшем положении. Однако в декабре российские граждане выразили свой гнев по поводу силовых отношений в России во время массовых протестов…»
Оригинальный текст (нем.)Moskau - "Ein Dieb gehört in den Knast, nicht in den Kreml": Regierungskritische Äußerungen wie diese sollte man in Russland lieber nicht zu laut sagen - um die Meinungsfreiheit ist es im Land von Wladimir Putin nicht zum Besten bestellt. Im Dezember aber haben russische Bürger bei Massenprotesten ihren Ärger über die Machtverhältnisse in Russland zum Ausdruck gebracht— «Der Spiegel»

## Онлайн-митинг
В 2020 году из-за распространения коронавирусной инфекции были запрещены все массовые мероприятия, в том числе и митинги. Из-за этого многие мероприятия стали проводиться в онлайн-формате. Протестующие против режима самоизоляции тоже несколько раз устраивали виртуальные аналоги митингов путем проставления меток с надписями на Яндекс-картах в местах проведения традиционных митингов в городах. Метки с надписями символизировали плакаты с требованиями, их скопление в одном месте создавало впечатление собрания людей.